# 瓜田幸造
瓜田 幸造（うりた こうぞう、1974年10月30日 - ）は、日本の男性総合格闘家。神奈川県横浜市出身。掣圏真陰流「掣圏会」を主宰。

## 概要
中学時代に少林寺拳法、高校時代より柔道を始め、25歳の時に長瀬館長主宰の格闘技団体「T.A.M.A.（Total Athletic Martial Arts）」で総合格闘技を始め、僅か2～3ヶ月でコンバットレスリング大会に出場していきなり3位に入賞し、コンバットレスリングの全国大会で優勝し、アマチュア大会で成績を上げ、この頃からアルティメットボクシングに出場し始め、その後は「キングダム」に入門し、その後、渡部優一にスカウトされ「掣圏道」に移籍してプロ格闘家デビュー。
2003年まで桜木裕司と共にアルティメットボクシングに高頻度で(多い時は月に4試合)出場し続け、多くのロシア人選手を撃破する。
2004年5月28日、初出場となった「パンクラス」で山宮恵一郎と対戦し、0-3の判定負けを喫した。
2005年12月16日、「リアルジャパンプロレス」で行なわれた第5回掣圏真陰流トーナメントに出場。1回戦、準決勝を勝ち抜くと、決勝では中村勇太に3-0の判定勝ちを収め優勝した。
2006年1月26日、「パンクラス」で福田力と対戦し、開始40秒左フックでKO勝ちを収めた。
2007年8月5日、「DEEP」初出場となったDEEP 31 IMPACTで白井祐矢と対戦し、腕ひしぎ十字固めで一本負けを喫した。
2009年6月27日、「CAGE FORCE」でアバソフ・シャハリヤーと対戦し、右フックにより左眉をカットさせTKO勝ちを収めた。
2010年～2012年に桜木裕司と共にロシア遠征し、共に現地のロシア人選手に何度も勝利する。
2013年の暮れに「掣圏会・瓜田道場」として独立。道場主となり、現在は国立市に常設道場を構える。
2022年5月15日、「GRACHAN 55」にて、総合格闘技に約5年ぶりに復帰。荒東"怪獣キラー"英貴に0-3の判定負け。
2022年9月4日、「GRACHAN 57」の無差別級トーナメント1回戦で佐々木克義対戦。本戦判定は1者瓜田で1-0ドローで延長となるが、佐々木の右目が腫れ、2R終了時ドクターストップにより、瓜田のTKO勝ちとなった。
現在も「Fighting NEXUS」等に現役プロ格闘家として出場し活躍中。

## 戦績
| 総合格闘技 戦績 | 総合格闘技 戦績 | 総合格闘技 戦績 | 総合格闘技 戦績 | 総合格闘技 戦績 | 総合格闘技 戦績 | 総合格闘技 戦績 |
| --------------- | --------------- | --------------- | --------------- | --------------- | --------------- | --------------- |
| 35 試合         | (T)KO           | 一本            | 判定            | その他          | 引き分け        | 無効試合        |
| 16 勝           | 7               | 4               | 5               | 0               | 2               | 1               |
| 16 敗           | 1               | 3               | 12              | 0               | 2               | 1               |

| 勝敗 | 対戦相手               | 試合結果                        | 大会名 | 開催年月日     |
| ○    | 磯部鉄心               | 延長R5分00秒 判定2-1            | Fighting NEXUS vol.35 【初代ミドル級王座決定トーナメント1回戦】                                              | 2024年5月12日  |
| ×    | ラデック・ヘルボーイ   | 1R 4:34 KO（左ストレート一）    | GRACHAN66 | 2023年12月17日 |
| ×    | ダンカン               | 2R終了 判定0-2                  | GRACHAN63 | 2023年8月6日   |
| ○    | 佐々木克義             | 2R 5:00 TKO（ドクターストップ） | GRACHAN 57 【GRACHAN無差別級トーナメント1回戦】                                                              | 2022年9月4日   |
| ×    | 荒東"怪獣キラー"英貴   | 5分2R終了 判定0-3               | GRACHAN 55                                                                                                   | 2022年5月15日  |
| ×    | 川口雄介               | 5分2R終了 判定0-3               | GRACHAN 25×BFC vol.2                                                                                         | 2016年10月10日 |
| ○    | ゲンナジー・コバレフ   | 1R 3:35 KO                      | FEFoMP: International Modern Pankration Championship                                                         | 2012年4月29日  |
| ○    | Gadji Zaipulaev        | 5分3R終了 判定3-0               | FEFoMP: Impact League 4                                                                                      | 2010年10月16日 |
| ○    | バリー・ゲリン         | 1R 0:49 TKO（パウンド）         | 新☆四角いジャングル 〜ミスター格闘技降臨!!〜 【UKF総合格闘技インターナショナルミドル級王座決定戦】           | 2009年9月13日  |
| ○    | アバソフ・シャハリヤー | 2R 1:11 TKO（左眉カット）       | CAGE FORCE                                                                                                   | 2009年6月27日  |
| ×    | JERRY                  | 5分3R終了 判定0-2               | TENKAICHI fight                                                                                              | 2009年5月17日  |
| ×    | 桜井隆多               | 1R 3:22 腕ひしぎ十字固め        | DEEP 37 IMPACT                                                                                               | 2008年8月17日  |
| ×    | ウラジミール・ユシュコ | 5分2R終了 判定0-3               | FEFoMP: World Pankration Championship 2008                                                                   | 2008年5月24日  |
| ○    | 馳晩成                 | 3分3R終了 判定18-0              | MARS 12 "THE ROAD TO THE GOD"                                                                                | 2008年5月10日  |
| ○    | キム・フン             | 2R 1:41 TKO（パウンド）         | MARS 11 "2nd ANNIVERSARY"                                                                                    | 2008年2月11日  |
| ×    | 白井祐矢               | 1R 2:42 腕ひしぎ十字固め        | DEEP 31 IMPACT                                                                                               | 2007年8月5日   |
| ×    | 金井一朗               | 1R 3:50 TKO（右フック）         | PANCRASE 2007 RISING TOUR                                                                                    | 2007年5月30日  |
| －   | キム・フン             | 1R ノーコンテスト（ローブロー） | MARS 07 "TORNADO RETURNS"                                                                                    | 2007年4月15日  |
| ×    | ガジエフ・アワウディン | 5分2R終了 判定0-3               | WAFC: Asian Pankration Championship 2006                                                                     | 2006年12月2日  |
| ○    | 藤井陸平               | 5分2R終了 判定3-0               | PANCRASE 2006 BLOW TOUR                                                                                      | 2006年10月25日 |
| ×    | マルセロ・ブリット     | 1R 4:44 チョークスリーパー      | MARS in 両国国技館 〜NEW DEAL〜                                                                              | 2006年8月26日  |
| ×    | 三原秀美               | 5分2R終了 判定0-13              | MARS ATTACK 01 【ミドル級世界トーナメント日本代表選考トーナメント 決勝】                                     | 2006年7月21日  |
| ○    | 小川健                 | 1R 1:43 TKO（タオル投入）       | MARS ATTACK 01 【ミドル級世界トーナメント日本代表選考トーナメント 準決勝】                                   | 2006年7月21日  |
| ×    | アルマン・ガンバリャン | 2分3R終了 判定0-3               | FEFoMP: World Pankration Championship 2006                                                                   | 2006年5月20日  |
| △    | 中西裕一               | 5分2R終了 判定0-1               | PANCRASE 2006 BLOW TOUR                                                                                      | 2006年4月9日   |
| ○    | 福田力                 | 1R 0:40 KO（左フック）          | PANCRASE 2006 BLOW TOUR                                                                                      | 2006年1月26日  |
| ○    | 中村勇太               | 7分1R終了 判定3-0               | リアルジャパンプロレス レジェンド・チャンピオンシップ・トーナメント 【掣圏真陰流トーナメント 95kg級 決勝】   | 2005年12月16日 |
| ○    | 細江俊裕               | 1R 3:30 腕ひしぎ十字固め        | リアルジャパンプロレス レジェンド・チャンピオンシップ・トーナメント 【掣圏真陰流トーナメント 95kg級 準決勝】 | 2005年12月16日 |
| ○    | 立原基大               | 1R 3:36 腕ひしぎ十字固め        | リアルジャパンプロレス レジェンド・チャンピオンシップ・トーナメント 【掣圏真陰流トーナメント 95kg級 1回戦】  | 2005年12月16日 |
| ×    | 竹内出                 | 5分2R終了 判定0-3               | PANCRASE 2005 SPIRAL TOUR                                                                                    | 2005年11月4日  |
| ×    | 甲斐俊光               | 1R 1:22 三角絞め                | リアルジャパンプロレス レジェンド・チャンピオンシップ・トーナメント 【掣圏真陰流トーナメント 決勝】          | 2005年9月26日  |
| ○    | 加藤誠                 | 3分2R終了 判定3-0               | リアルジャパンプロレス レジェンド・チャンピオンシップ・トーナメント 【掣圏真陰流トーナメント 1回戦】         | 2005年9月26日  |
| ○    | 山田護之               | 2R 3:37 フロントチョーク        | PANCRASE 2005 SPIRAL TOUR                                                                                    | 2005年8月27日  |
| △    | 中村勇太               | 5分2R終了 ドロー                | 格闘浪漫 2005 IN 杜の都・仙台                                                                                | 2005年7月18日  |
| ×    | ヴァレリー・プリエフ   | 5分3R終了 判定0-3               | FEFoMP: Mayor Cup 2005                                                                                       | 2005年4月30日  |
| ○    | キム・ジン・オー       | 5分3R終了 判定3-0               | Gladiator FC 1日目                                                                                           | 2004年6月26日  |
| ×    | 山宮恵一郎             | 5分2R終了 判定0-3               | PANCRASE 2004 BRAVE TOUR                                                                                     | 2004年5月28日  |
| ○    | ダビダシビリ・ダビド   | 2R 3:18 フロントチョーク        | 習志野ジム&掣圏道協会 格闘技新世紀・夢 挑戦!                                                                 | 2003年5月31日  |

## 獲得タイトル
- 全日本アマチュアキングダム ヘビー級 優勝（2000年）
- 第4回全日本コンバットレスリング選手権大会 85kg級 優勝（2000年）
- 第5回掣圏真陰流トーナメント 95kg級 優勝（2005年）
- UKF総合格闘技インターナショナルミドル級王座（2009年）